# Костянтин Великий і християнство

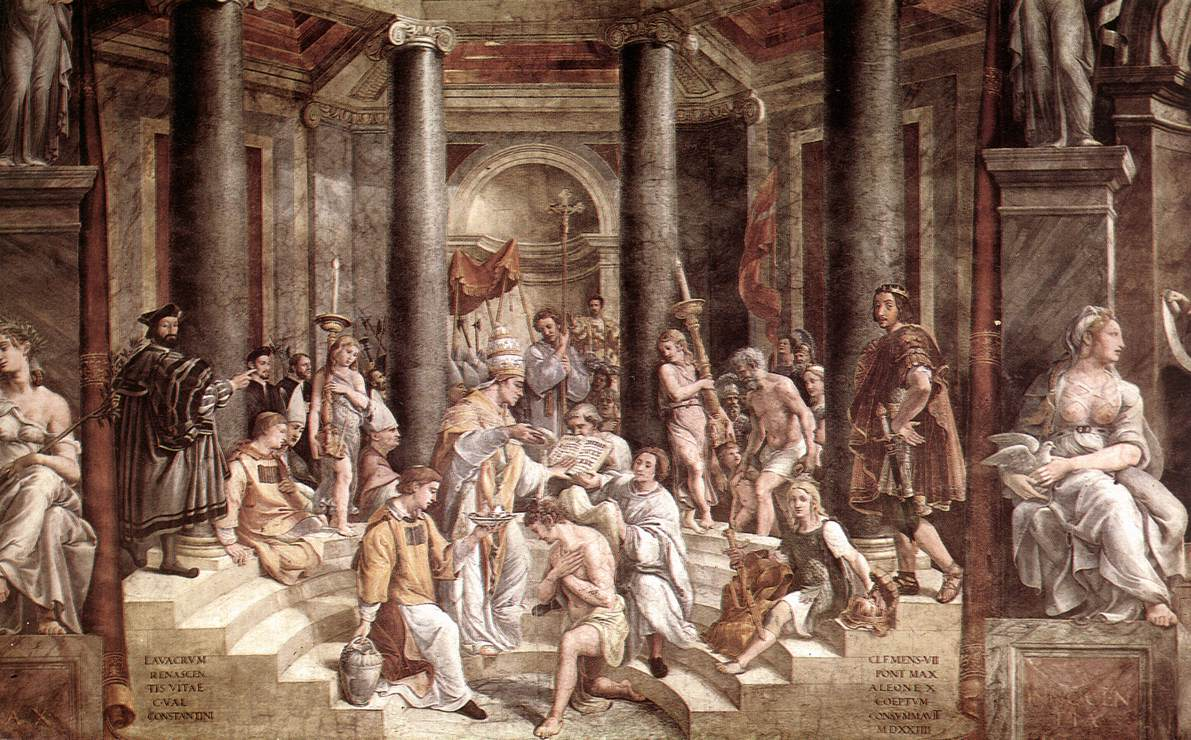
Рафаель. Хрещення Костянтина. Зображено Сильвестра I замість аріанского єпископа Євсевія Нікомедійського, фактичного хрестителя Костянтина.

За правління римського імператора Костянтина Великого (306—337 н. е.) християнство почало переходити до статусу панівної релігії Римської імперії. Історикам залишаються незрозумілими причини, які схилили Костянтина на бік християнства, богослови та історики сперечаються про те, у якій формі раннього християнства він перебував. Немає єдиної думки серед науковців щодо того, чи прийняла християнство його мати Олена в своїй юності, чи (як стверджує Євсевій Кесарійський) він її схилив до нової віри. Деякі історики ставлять під сумнів ступінь, у якому він може розглядатися як християнський імператор: Костянтин бачив себе як  імператор християнського народу  хоча він нібито отримав хрещення незадовго до своєї смерті.
Рішення Костянтина припинити переслідування християн у Римській імперії був поворотним моментом для раннього християнства, який іноді називають «Тріумф Церкви» або «Костянтинів зсув». У 313 р. Костянтин і Ліциній видали Міланський едикт декриміналізації християнського богослужіння. Імператор став великим покровителем Церкви і створив прецедент для положення християнського імператора в Церкві і поняття ортодоксії, християнського світу, Вселенських Соборів і державної церкви Римської імперії, оголошеної в указі 380. Він визнаний як святий і рівноапостольний у Східній Православній церкві.

## Битва біля Мульвійського мосту
У 312 році Костянтин рушив свої війська проти Максенція. Він, прагнучи звільнити місто Рим, мав на меті знищити політичного ворога, а не захистити християн. Бо сам Максенцій, за словами Євсевія Кесарійського, прагнув сподобатися християнам. Про гоніння на них не йдеться; йдеться тільки про дику розбещеність Максенція. Згідно з Лактанцієм, перед початком битви Костянтин побачив у небі зображення Хреста, а з ним грецькі слова «Ἐν Τούτῳ Νίκα» (~ Цим переможеш!). Він наказав своїм військам, щоб вони прикрасили свої щити християнським символом (Хі-Ро), і після цього вони перемогли.

## Міланський едикт
У 313 р. від імені Костянтина і Ліцинія було видано едикт, який оголосив: «що було б правильно, що християни і всі інші повинні мати свободу дотримуватися режиму релігії, кожен яку вважав кращою».

## Патронат над християнством
Після своєї перемоги, Костянтин взяв на себе роль покровителя християнської віри. Він підтримував Церкву в фінансовому відношенні, почав будівництво базилік, надання пільг (наприклад, звільнення від деяких податків) для духовенства, надання християнам високих посад, повернення майна конфіскованого під час великих гонінь Діоклетіана, і наділив церкву землею та іншими багатствами.  Між 324 і 330, Костянтин побудував нову імперську столицю в Візантії на Боспорі — Константинополь. На відміну від «старого» Риму, місто почало використовувати християнську архітектуру, містило храми в межах міських стін і не мало раніше існуючих храмів інших релігій.
При цьому, однак, Костянтин вимагає від тих, хто не звернувся в християнство, щоб заплатили за нове місто. Християнські літописці розповідають язичницькі Храми без державної підтримки змушені були закриватись. Тільки літописець Феофан додав, що храми «були знищені», але було визнано сучасними істориками що це «не відповідає дійсності».

### Латеранський собор
Імператор Костянтин Великий подарував Латеранський палац (який дістався йому як придане) римському єпископу. Папа Сильвестр I в 324 році освятив новоспоруджену базиліку на честь Христа Спасителя. Протягом першого тисячоліття існування базиліки всі римські папи проживали в Латеранському палаці; тут же відбулося п'ять вселенських соборів Католицької Церкви, іменованих Латеранськими.

### Єрусалим
Костянтин Великий почав будівництво так званого Нового Єрусалима — комплексу християнських культових будівель в Єрусалимі — слідуючи тим самим тенденції буквальної інтерпретації біблійних пророцтв. Зведення культових споруд в Єрусалимі на кошти імперської скарбниці і продовжене на щедрі пожертви, перетворило Єрусалим до кінця 4 ст. в найбільший центр християнства.

## Відлучення донатистів
Зміна позиції частини християн щодо Римської імперії Карфагенською церквою на чолі з єпископом Донатом була розцінена як зрада і вони відділились від них. В 314 році Костянтин скликає Арльскій собор проти донатизма. На соборі Донат був відлучений від церкви, це рішення утвердив імператор Костянтин. Але донатисти не визнали його рішення і розкол існував до самого ісламського завоювання. Для боротьби з ним імператори використовували репресії та переслідування.

## Встановлення свята Воскресіння
7 березня 321 року Костянтин видав указ який постановив, що «у високоповажний день сонця (перший день неділі) всі місцеві судді та жителі, що живуть в містах повинні спочивати і все майстерні повинні бути закриті!».

## Нікейський собор

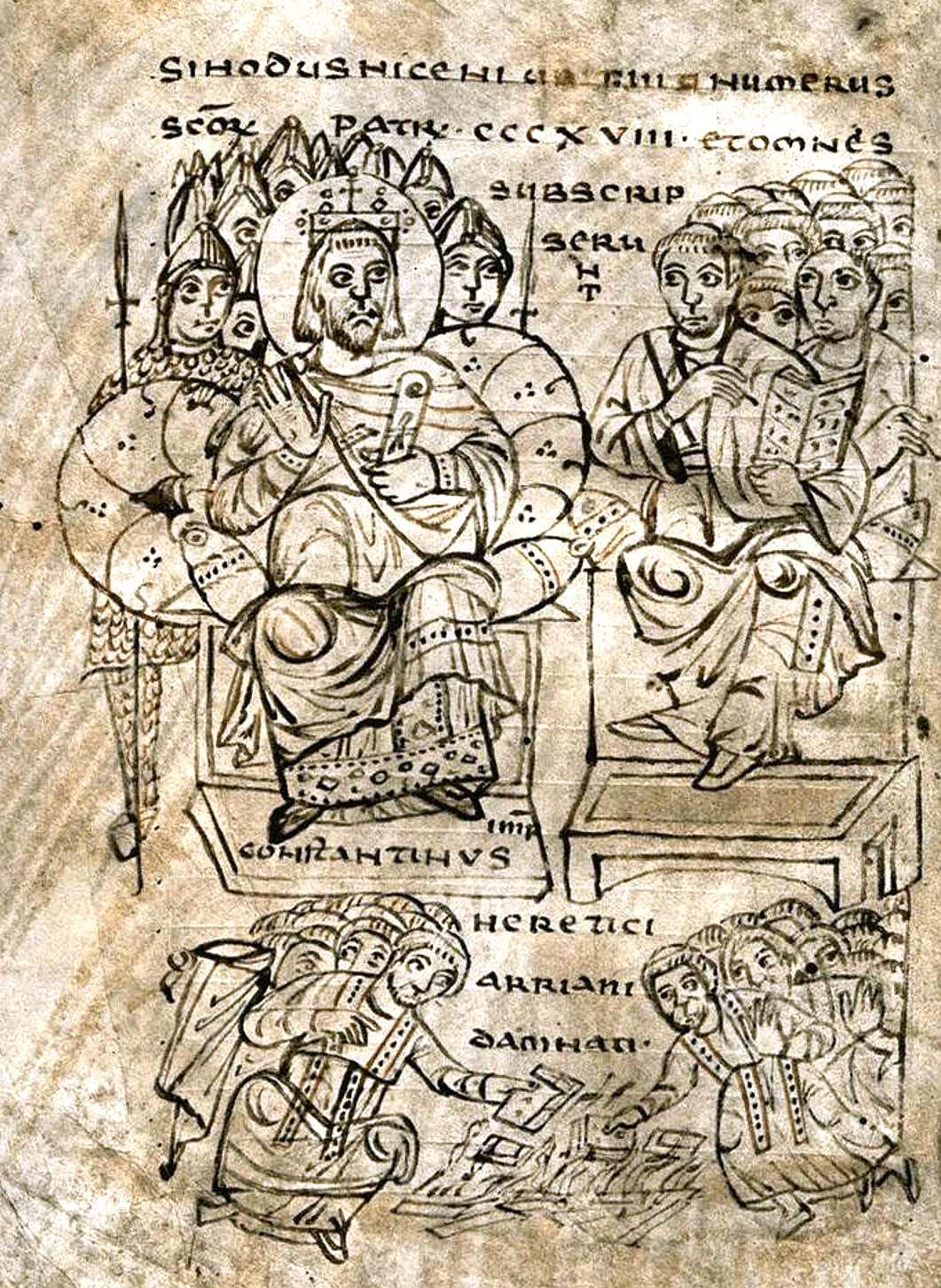
Костянтин Великий спалює аріанський книги. Ілюстрація із збірки церковного права, бл. 825

В червні 325 року в місті Нікея за розпорядженням Костянтина було скликано собор, який став відомий як перший Вселенський. Почесним головою на соборі був імператор, який тоді не був ні хрещеним, ні оприлюдненим і належав до розряду «слухачів».
На соборі був прийнятий Символ Віри, засуджені аріанські та інші єресі, остаточно проголошено відокремлення від юдаїзму, вихідним днем було визнано неділію замість суботи, визначено час святкування християнською церквою Пасхи. Зафіксовані переваги єпископів чотирьох найбільших митрополій: Римської, Олександрійської, Антіохійської та Єрусалимської.
Основна боротьба на соборі розгорнулась між Олександром Александрійським і єпископом Арієм. Після Нікейського Собору Арій був засланий до Іллірії з забороною повертатися в Єгипет. Однак незабаром імператором Костянтином був повернутий із заслання.
Говорячи про дотримання церквою Песаха (Пасхи), він писав: «Нехай у нас не буде нічого спільного з євреями, які насправді — наші вороги…, і ця нерегулярність в освяченні дня Великодня повинна бути виправлена для того, щоб у нас не залишилося нічого спільного з цими зрадниками і вбивцями нашого Господа.»

## Здобуття Хреста
У 326 році Олена (вже в дуже похилому віці, хоча і в доброму здоров'ї) здійснила паломницьку подорож до Єрусалиму. У пошуках реліквій Страстей Христових вона зробила розкопки на Голгофі, де, розкопавши печеру, в якій, за переказами, був похований Ісус Христос, знайшла Животворний Хрест, чотири цвяхи і Титло INRI. Набуття нею Хреста поклало початок святкуванню Воздвиження Хреста.

## Собор в Тірі
Згодом імператор Костянтин підтримав аріанство, яке мало сильні позиції серед єпископату на Сході. У 328 році із заслання були повернуті лідери аріан, єпископи Євсевій Нікомедійського і Феогніс Нікейський, а в 330 році засуджений і засланий один з лідерів протилежної партії, єпископ Євстафій Антіохійський.
За наказом Костянтина в 335 році було скликано собор в місті Тір на якому було засуджено Афанасія Великого та виселено в Трір. На думку деяких сучасних істориків, поразка Афанасія стала результатом не доктринальних розбіжностей, а його неналежної поведінки в Єгипті. На думку англійського історика Церкви У. Х. К. Френда, в зв'язку зі своїм значенням для майбутніх взаємин Церкви і держави, Тірський собор може бути поставлений в один ряд з Нікейським.

## Хрещення
Костянтин, незважаючи на свою прихильність до християн і навіть виховання дітей в християнській вірі, не приймав християнського хрещення до кінця свого життя. Він припускав хреститися в річці Йордані. Але захоплений жорстокою хворобою в Нікомедії (337 р.), він, відчуваючи свій кінець, хрестився на смертному одрі від Євсевія Нікомедійського.

## Костянтинів дар
У другій половині VIII ст. у Франкському королівстві були написані фальшиві документи від імені Костянтина Великого, які нібито дарували Папі Римському Сильвестру I владу над містом Римом та Західно-Римською імперією. Насправді фальсифікація була частиною угоди між майордомом Піпіном III (Коротким), який прагнув отримати офіційний статус короля франків, і папським двором. Факт підробки довів італійський гуманіст Лоренцо делла Валла у творі «Про дар Костянтина» у 1440 р.